# Помпония Цецилия Атика
Помпония Цецилия Атика или Цецилия Помпония Атика  (на латински: Pomponia Caecilia Attica; Caecilia Pomponia Attica; * 51 пр.н.е.; † ок. 28 пр.н.е.) e първата съпруга на Марк Випсаний Агрипа.

## Биография
Дъщеря е на Тит Помпоний Атик, приятел на Цицерон. Майка ѝ Цецилия Пилия (* 75 пр.н.е.; † 46 пр.н.е.) e дъщеря на Пилей/Пилий и по майчина линия внучка на Марк Лициний Крас, от първия триумвират. Тит Атик и Цецилия Пилия се женят през 58 пр.н.е./ 56 пр.н.е., когато той е на 53/54 години и умира след 12 години щастлив брак. Лелята на Цецилия, Помпония, се омъжва за малкия брат на Цицерон – Квинт Тулий Цицерон през 70 пр.н.е. Тя има по-стар брат със същото име, както баща ѝ, Тит Помпоний Атик.
През 37 пр.н.е. Помпония се омъжва за Марк Випсаний Агрипа, дясната ръка на Октавиан. През 36 пр.н.е. двамата имат дъщеря Випсания Агрипина. Тя е тъща на император Тиберий и на Гай Азиний Гал (консул 8 пр.н.е.) и баба на Юлий Цезар Друз и неговите полубратя.
През 28 пр.н.е. Агрипа се жени за втори път за племеничката на Август Клавдия Марцела Старша по политически причини. Не е известно какво става след това с Помпония Цецилия Атика.
1. 1 2  Caecilia (78) Attica = Pomponia Attica //   Посетен на 10 юни 2021 г.
2. ↑  3965 //   Посетен на 10 юни 2021 г.
3. ↑  Caecilia (78) Attica = Pomponia Attica //   Посетен на 10 юни 2021 г.
4. ↑  3964 //   Посетен на 10 юни 2021 г.
5. ↑  2808 //   Посетен на 10 юни 2021 г.